# The Final Night
The Final Night è un crossover tra fumetti DC Comics, che ha dato il titolo a una miniserie omonima ed è comparso come titolo su molte pubblicazioni DC Comics che recano la data di copertina novembre 1996. Ebbe come protagonisti gli eroi principali dell'Universo DC. Alla fine di ogni numero vi è una storia a parte, che si immaginava scritta dai Laboratori S.T.A.R. per dare consigli e supporto.

## Trama
La storia comincia con l'arrivo di una giovane aliena di nome Dusk sulla Terra. La giovane giunse per avvertire la popolazione che un gigantesco essere extraterrestre, noto come il Mangiatore di Soli, era in arrivo. Dusk era un membro di una razza aliena sconosciuta, e non parlava né comprendeva una parola delle lingue terrestri, così Saturn Girl utilizzò i suoi poteri telepatici per tradurre e insegnarle la lingua. Dusk tentò di avvertire centinaia di mondi prima della Terra dell'arrivo del Mangiatore di Soli. Ogni pianeta tentò, a suo modo, di fermare il Mangiatore di Soli, ma ogni tentativo fu inutile fino all'ultimo. Questo convinse Dusk che il Mangiatore di Soli fosse indistruttibile.
Nonostante i suoi avvertimenti, la Justice League of America tentò lo stesso di fermare il Mangiatore di Soli. Come primo tentativo, Mr. Miracle utilizzò il suo boomdotto per inviarlo in un'altra dimensione. Naturalmente si dimostrò inefficace, finché non si resero conto che il Mangiatore di Soli non fa interamente parte della nostra dimensione. Come ultima risorsa, Superman e numerosi altri eroi "in grado di produrre calore" combinarono le loro energie per creare un secondo sole e tentare di fare abboccare il Mangiatore di Soli così da allontanarlo dal Sole. Il Mangiatore di Soli lo consumò in fretta prima di partire per il Sole.
Mentre il Sole cominciò ad estinguersi, la Terra cadde nel caos e cominciò a congelarsi. Impotenti nel fermare il congelamento, la League tentò di controllare il caos e di mantenere viva la speranza. Molte persone morirono di freddo. Wildcat fu ferito gravemente. Etrigan offrì calore al mondo in cambio delle anime degli esseri umani; il mondo non volle saperne, soprattutto perché il piano del Demone era di portare la Terra nella dimensione inferica. E nel frattempo Lex Luthor si alleò con la League per tentare di riaccendere il Sole.
Gli eventi di questa serie attraversarono anche gli altri fumetti. Superman incontrò Ferro Lad, che avrebbe successivamente tentato invano di distruggere il Mangiatore di Soli. Raggio votò la sua attenzione ad una piccola città messicana. Tommy Monaghan entrò nel suo bar preferito, il Noonan's, e non ne uscì più.
Vedendo la Terra come un altro fallimento (e dopo essere stata attaccata dalla folla inferocita che la accusò di aver portato con sé il Mangiatore di Soli), Dusk decise che era giunto il tempo per lei di muoversi. Mentre si preparava per andarsene, incontrò uno straniero, e fu colpita dal fatto che capisse il suo linguaggio. Lo straniero portò Dusk a fare un giro veloce per il mondo e le mostrò i tentativi della League di mantenere viva la speranza. Dusk dubitò che ci fosse ancora una speranza per il mondo e quando lo straniero improvvisamente scomparve, Dusk fu lasciata da sola in un vicolo. Fu trovata da un piccolo gruppo di persone e, pensando che la avrebbero attaccata di nuovo, si preparò a difendersi. Quando si sorprese di vederli, il gruppo si offrì di portarla ad un riparo dove sarebbe stata al sicuro. Questo minimo atto di gentilezza le diede speranza per il pianeta.
Gli eroi uniti costruirono un mezzo tecnologico per distruggere il Mangiatore di Soli. Lex Luthor arrabbiato uscì fuori dalla nave necessaria a compiere la missione, affermando che vi si trovava solo per salvarsi. Ferro Lad rubò la nave, solo per essere riportato sulla terraferma da Hal Jordan, ex Lanterna Verde, ora noto come Parallax. Parallax diede la sua vita per riaccendere il Sole, utilizzando simultaneamente i suoi poteri per ricostituirlo in tutta sicurezza alla sua forma originale senza causare nessun effetto collaterale come le inondazioni di massa che sarebbero risultate se il Sole fosse stato rigenerato dal piano di Luthor.
La League guardò con stupore, e Dusk disse che mai avrebbe pensato che niente è impossibile.

## Impatto
Un ultimo effetto di Final Night fu la resurrezione di Oliver Queen (altrimenti noto come Freccia Verde). La sua resurrezione non fu rivelata che anni dopo in una sua serie a fumetti, dove fu trovato come un senza tetto in un vicolo, riportato in vita da Parallax - utilizzando i resti quasi microscopici del corpo di Queen che rimasero sul costume di Superman dopo che fu atomizzato da un'esplosione quando Superman non riuscì a liberarlo da una bomba - prima della notte finale contro il Mangiatore di Soli. The Final Night stabilì anche i sette membri principali della League. In una scala minore la temporanea dipartita del Sole permise al potente essere noto come Traitor (un vecchio nemico di Abin Sur e Hal Jordan che si cibava dell'energia delle stelle morenti, la cui vicina prossimità al Sole bloccò il suo accesso all'energia di cui aveva bisogno) di evadere dall'orbita solare e riottenere i suoi poteri, prima che Kyle Rayner giungesse per sconfiggerlo ancora una volta.
Fu anche piantato il seme per la futura resurrezione di Hal Jordan e il suo ritorno alla storia come Lanterna Verde, poiché l'energia rimanente che Jordan portò via alla Batteria del Potere Centrale conservò il suo corpo all'interno del Sole. In Lanterna Verde: Rinascita, Kyle Rayner viaggiò fino al centro del Sole per ritrovare il corpo di Hal Jordan e ebbe un intuito riguardo alla vera natura di Parallax. Jordan ritornò ai vivi come eroe ancora una volta, e le sue azioni criminali passate furono retconnesse come azioni commesse sotto l'influenza dell'entità della paura Parallax e di Sinestro, che si scoprì essere ancora vivo e orchestrante la caduta di Jordan.

## Altri media
Un omaggio indiretto alla sconfitta del Mangiatore di Sole dovuta a Hal Jordan fu inserito nel recente film Lanterna Verde, dove Hal Jordan attirò Parallax - qui un'entità del tutto indipendente creata quando un Guardiano fu esposto all'energia gialla della paura - nella forza gravitazionale tirante del Sole, facendo così modo che l'enorme massa di Parallax venisse attirata con velocità verso la distruzione, mentre la massa più piccola di Jordan gli permise di fuggire; mentre si confrontava con Parallax durante l'avvicinamento verso il Sole, Hal assunse una posa simile alla posizione utilizzata quando assorbì il Mangiatore di Soli nel fumetto.

## Premi
La storia si guadagnò una grande quantità di voti per il Fan Award del Comics Buyer's Guide per essere la Storia a Fumetti Preferita e la Serie Limitata a Fumetti del 1997.